# Rike Koekkoek
Rike Koekkoek (* 16. Februar 1960) ist eine ehemalige deutsche Fußballspielerin.

## Karriere

### Vereine
Koekkoek gehörte als Mittelfeldspielerin zunächst dem FSV Frankfurt an, mit dem sie zweimal das Finale um die Deutsche Meisterschaft erreichte, jedoch nur 1986 als Sieger daraus hervorging. Unterlag sie mit ihrer Mannschaft noch am 30. Juni 1984 im Frankfurter Stadion am Bornheimer Hang mit 1:3 der SSG 09 Bergisch Gladbach, so gewann sie den Meistertitel am 28. Juni 1986 im Stadion An der Paffrather Straße mit 5:0 gegen eben jene Mannschaft, gegen die zwei Jahre zuvor verloren wurde. Am 28. Juni 1987 erreichte sie mit dem TSV Siegen ein drittes Mal das Finale um die Deutsche Meisterschaft, das mit 2:1 gegen ihren vorangegangenen Verein gewonnen wurde.
Einen ähnlichen Verlauf erlebte sie auch im DFB-Pokal-Wettbewerb; verlor sie zunächst das am 8. Mai 1983 in Frankfurt am Main ausgetragene Finale mit 0:3 gegen den KBC Duisburg, so wurde dieser Verein am 26. Mai 1985 im Berliner Olympiastadion – das erste Mal als Finale vor dem Männerfinale – mit 4:3 im Elfmeterschießen bezwungen. In diesem Spiel brachte sie ihre Mannschaft in der 25. Minute mit 1:0 in Führung, ehe diese durch das Tor von Birgit Offermann in der 52. Minute ausgeglichen werden konnte. Mit dem TSV Siegen gewann sie ab 1987 dreimal in Folge das Finale, wobei der STV Lövenich mit 5:2, der FC Bayern München mit 4:0 und der FSV Frankfurt mit 5:1 bezwungen wurden.

### Auswahl-/Nationalmannschaft
Als Spielerin der Auswahlmannschaft des Hessischen Fußball-Verbandes gewann sie zudem das Finale um den Länderpokal, der am 15. April 1984 in Barsinghausen mit dem 2:0-Sieg über die Auswahlmannschaft des Fußball-Verbandes Mittelrhein errungen wurde.
Koekkoek bestritt 28 Länderspiele für die A-Nationalmannschaft und erzielte zwei Tore. Sie gehörte der Mannschaft an, die am 10. November 1982 in Koblenz gegen die Nationalmannschaft der Schweiz das erste Länderspiel einer deutschen Frauennationalmannschaft bestritt und mit 5:1 gewann. Ihr erstes Länderspieltor erzielte sie am 1. Mai 1983 im dritten EM-Qualifikationsspiel der Gruppe 4 beim 1:1-Unentschieden gegen die Nationalmannschaft Dänemarks mit dem Führungstreffer in der 29. Minute. Ihren letzten Einsatz als Nationalspielerin hatte sie am 15. November 1987 beim 3:0-Sieg über die Nationalmannschaft Italiens im zweiten EM-Qualifikationsspiel der Gruppe 3, die als Erster abgeschlossen werden konnte.

## Erfolge
- Deutscher Meister 1986, 1987[2]
- DFB-Pokal-Sieger 1985, 1987, 1988, 1989
- Länderpokal-Sieger 1984

## Sonstiges
Koekkoek ist in Frankfurt am Main in der Kommunalverwaltung tätig.